# Comte de Godó

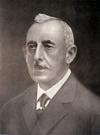
Ramon Godó Lallana, "I comte de Godó".

El títol de Comte de Godó és una dignitat nobiliària espanyola creada el 2 de desembre de 1916 pel rei Alfons XIII a favor de Ramon Godó Lallana, empresari català, vinculat familiarment amb el diari La Vanguardia, així com amb nombroses publicacions, com Historia y Vida, etc.
Aquesta família està vinculada a diferents manifestacions literàries i esportives com el Barcelona Open de tennis. Les seves activitats estan centralitzades en el Grup empresarial Godó.
El 12 de juliol de 2008, el rei Joan Carles I li va concedir la Grandesa d'Espanya per unir al títol de comte de Godó.

## Comtes de Godó
|                         | Titular                     | Període                 |
| Creació per Alfons XIII | Creació per Alfons XIII     | Creació per Alfons XIII |
| ----------------------- | --------------------------- | ----------------------- |
| I                       | Ramon Godó i Lallana        | 1916-1931               |
| II                      | Carles de Godó i Valls      | 1956-1987               |
| III                     | Xavier de Godó i Muntanyola | 1988-actual titular     |

## Història dels Comtes de Godó
- Ramon Godó i Lallana (1864-1931), I comte de Godó.

1. Casat amb Rosa Valls i Valls. El succeí, en 1956, el seu fill:

- Carles de Godó i Valls (1899-1987), II comte de Godó.

1. Casat amb Monserrat Muntanyola i Trinchet. El succeí el seu fill:

- Xavier de Godó i Muntanyola, III comte de Godó i Gran d'Espanya.[2]

1. Casat amb Maria Antònia Valls Klein.
2. Casat amb Marisa Falcó de Godó.